# Longa (Ezemaal)
Longa is de naam van een holle weg in de tot de Vlaams-Brabantse gemeente Landen behorende plaats Ezemaal.
Deze weg is al bekend vanaf de Romeinse tijd en was een onderdeel van de rechte verbindingsweg van Landen naar Tienen. Het gedeelte van 1 km lengte, de eigenlijke Longa, is een holle weg die 10 meter diep in het landschap is ingesleten.
De weg is geologisch interessant. Hij doorkruist de Kleine Gete bij het gehucht Ardevoor en de wanden omvatten glauconietzand uit het eoceen, een deklaag van leem en holocene rivierafzetting in de buurt van de Kleine gete.
Vanuit het oogpunt van flora en fauna is de holle weg evenzeer belangwekkend. Men vindt er onder meer bosrank, heggenrank, donderkruid en wild kattenkruid. Er leven tal van kleine zoogdieren, vogels en insecten.
De weg loopt parallel aan de taalgrens en langs de weg vindt men de Sint-Jobkapel.